# Meikle Ferry Pier

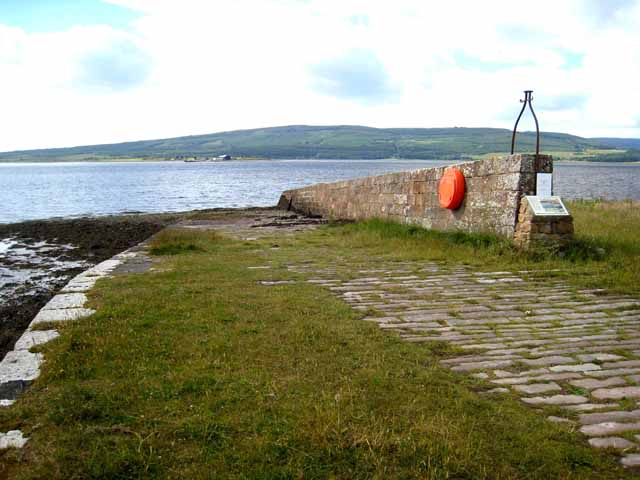
Blick auf den Schiffsanleger und zum gegenüberliegenden Ort Ferry Point

Meikle Ferry Pier ist ein Schiffsanleger am Nordufer des Dornoch Firth auf dem Gebiet der Community Council Area von Dornoch in der Council Area Highland im Norden Schottlands. Der Name bezieht sich, wie auch der der östlich angrenzenden Streusiedlung, auf die Meikle Ferry, eine bis 1957 bestehende Fährverbindung nach Ferry Point an der Nordwestspitze der Halbinsel Ness of Portnaculter. Heute dient Meikle Ferry Pier als Slipway für den lokalen Bedarf.
Die Anlage, wie sie sich heutzutage präsentiert, stammt vom Beginn des 19. Jahrhunderts. Sie umfasst eine ins Wasser führende Rampe aus rechteckigem Kopfsteinpflaster mit einer Länge von gut 45 Metern. Mittig hierauf verläuft eine gut 1,80 Meter hohe Trennmauer. An ihrem landseitigen Ende befinden sich eine gusseiserne, bogenförmige Halterung für eine Lampe sowie eine Gedenktafel, die an ein Schiffsunglück im Jahre 1809 erinnert, bei dem 99 Menschen ertranken. Meikle Ferry Pier wurde 1984 als Listed Building der Kategorie C klassifiziert, es steht somit unter Denkmalschutz.
Historisch diente der Bereich der Anlegestelle auch als regulärer Hafen, wie 1834 berichtet wurde. Bei anderen Erwähnungen, die bis ins 17. Jahrhundert zurückreichen, ist ungesichert, ob sie sich auf diese Stelle oder möglicherweise auf einen anderen Ort in der näheren Umgebung beziehen.